# Тофуа
Тофуа (англ. Tofua, Tofua Caldera) — вулканічний острів (острів-вулкан) у західній частині острівної групи Хаапай округу Хаапай (Королівство Тонга), в південно-західній частині Тихого океану.

## Географія
Тофуа розташований приблизно за 26 км на північний захід від острова Коту і за 155 км на північ від Тонгатапу. За 5 км на північ — північний схід розташований найближчий, і найвищий острів та вулкан всього архіпелагу Тонга — Као (1030 м). Острів Тофуа, по суті, є діючим однойменним вулканом (інша його назва — Лафанга або Лофія), висота якого сягає 515 м. Площа острова — 55,63 км². Острів простягся з півночі — північного заходу на південь — південний схід на 9,7 км, при ширині 7,7 км. Діаметр Тофуа становить близько 8 км. Кратер вулкана є кальдерою, у центрі якої розташоване озеро.
В 1996 році на острові проживало всього 5 осіб. Починаючи з 2006 року постійного населення на острові не було. Тимчасово, протягом 2-х тижнів щороку, на Тофуа проживає близько п'ятдесяти осіб з острова Коту. Вони обробляють плантації перцю п'янкого для експорту на острів Тонгатапу. Це дає острову середньорічну присутність населення 2 особи ([(50*14+0*351)/365]).

## Геологія
Кальдера вулкана з крутими стінками, має діаметр 5 кілометрів і включає в себе прісне озеро, рівень якого становить близько 30 метрів над рівнем моря. На північній стороні озера кальдери пізніше утворилися три вулканічні конуси. В історичні часи вулкан був неодноразово активним у 1774, 1792, 1854, 1885, 1906, 1958—1960, 1993, 2004—2014 роки, найвища точка острова (висота 515 м) розташована на краю кальдери.

## Історія

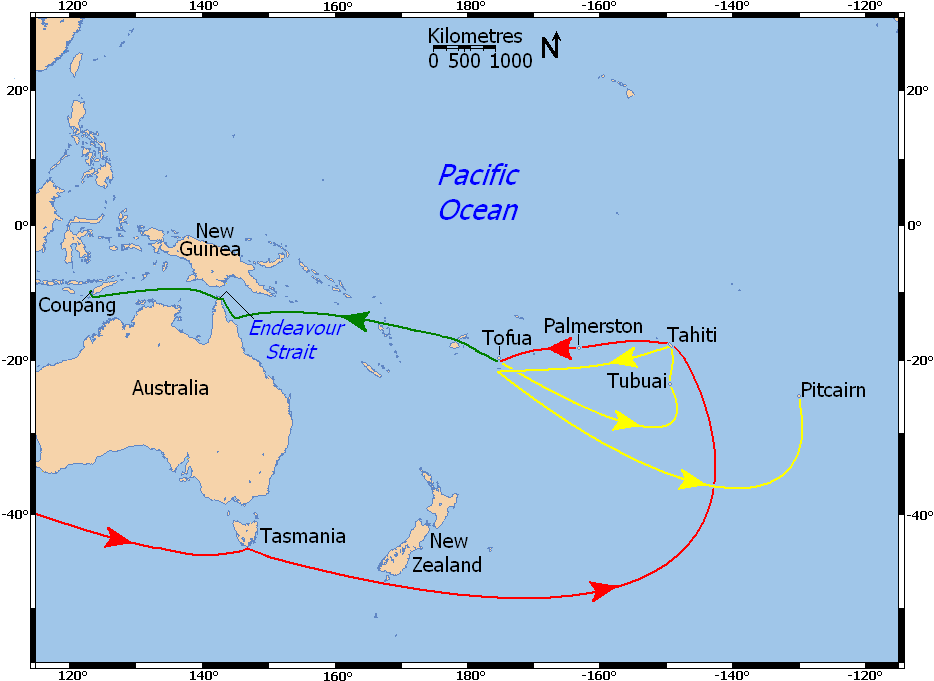
Мапа руху Баунті у Тихому океані (1788—1790)
Подорож «Баунті» на Таїті і до місця заколоту (28 квітня 1789 р.)
Рух «Баунті» після заколоту до острова Піткерн, з 28 квітня 1789 р.
Курс капітана Блая в шлюпці в Купанг (о. Тимор), між 2 травнем і 14 червенем 1789 р.

Острів був відкритий англійським мандрівником Джеймсом Куком у 1774 році, проте мореплавець на ньому не висадився. У 1789 році на острів зробив спробу висадитися з частиною команди, перший європеєць — Вільям Блай, англійський капітан бунтівного корабля «Баунті».
Заколот на «Баунті» відбувся 28 квітня 1789 року під керівництвом помічника капітана корабля, Флетчера Крістіана, приблизно за 30 морських миль (56 км) від Тофуа. Капітан Блай і 18-ть членів екіпажу, які були пересаджені у невелику 23-футову (7 м) шлюпку, вирушили у 48-денне плавання, спочатку до острова Тофуа, а потім на Тимор, маючи тільки секстант і кишеньковий годинник — без будь-яких карти та компаса. Шлюпка пройшла відстань 3618 морських миль (6701 км). Мандрівники, пройшовши через важку Торресову протоку, 14 червня 1789 року прибули на острів Тимор, втративши тільки одного матроса, Джона Нортона, якого вбили тубільці на острові Тофуа.
На Тофуа Блай і вісімнадцять його супутників шукали притулку в печері, щоб поповнити свої мізерні запаси їжі та води. У випуску журналу National Geographic у березні 1968 року, американський мандрівник, письменник та фотограф, Луїс Марден стверджував, що знайшов цю печеру і могилу Джона Нортона. Обидві знахідки були згодом спростовані шведським етнографом Бенгтом Даніельсоном (який був членом експедиції Кон-Тікі 1947 року) у журналі «Pacific Islands Monthly» в червні 1985 року. Даніельсон визначив місце печери Блая, яка лежала на захищеному північно-західному узбережжі острова, де Блай і вказав її місце; печера Луїса Мардена лежала на іншій стороні острова, на відкритому південно-східному узбережжі. Крім того, Даніельсон вважав малоймовірним, що тубільці організували б поховання Нортона, і навіть, якщо б могила моряка була б, то малоймовірно, що вона збереглася б протягом двох століть.
У травні 1943 року шлюпка, що містила 23 члени екіпажу, які вижили після потоплення японським підводним човном I-19 30 квітня 1943 року, американського корабля Ліберті, причалила до острова. Екіпаж харчувався молюсками та кокосовими горіхами, поки не був помічений патрульним літаком Локхід Хадсон Королівських ВПС Нової Зеландії і був евакуйований на наступний день тральщиком YMS-89 ВМС США і доставлений на острів Тонгатапу.
На початку 1970-х років група з восьми рибалок з острова Тонгатапу, що потерпіли корабельну аварію в районі кораловим острова Ата, прожили протягом 18 місяців на острові Тофуа, перш ніж були врятовані австралійським мільйонером, який, після відвідин острова з цікавості, виявив напівголих бородатих людей, при спостеріганні узбережжя острова у бінокль. Рибалкам знадобилося вісім місяців, щоб добути вогонь. Вони по черзі змушені були, в наступні 10 місяців, постійно підтримувати вогонь, щоб вітер, дощ і шторми не загасили його. Перед тим як добути вогонь вони жили в основному на кокосових горіхах і сирих морепродуктах.
У вересні 2008 року швейцарець Ксав'єр Россет ентузіаст і мандрівник, прожив на одинці на острові Тофуа 300 днів, взявши з собою на острів лише аптечку, супутниковий телефон, армійський ніж, мачете, одну пластину сонячних батарей і відеокамеру. Своє проживання він зняв на відео, після чого був змонтований фільм.

## Економіка та інфраструктура
Острів Тофуа, з 2006 року більше не заселений, але використовується в сільськогосподарських цілях для вирощування перцю п'янкого (кава, або кава-кава). Робітники, які час від часу проживають для цієї мети на острові, використовують хатини покинутого села Манака, на південному сході острова як тимчасове житло. Інші населені пункти на острові, також нежилі: Гота'ане — на заході та Гокула — на півночі.